# Desiderius Hampel
Desiderius Hampel (* 20. Januar 1895 in Sisak, Österreich-Ungarn; † 11. Januar 1981 in Graz, Österreich) war ein österreichischer Forstmann, Reserve-Offizier und SS-Führer.
Er hatte im Ersten Weltkrieg im Heer Österreich-Ungarns gedient. Zum 15. Mai 1942 trat er der SS als Sturmbannführer bei (SS-Nummer 468.174) und kommandierte ab 1944 bis Kriegsende die 13. Waffen-Gebirgs-Division der SS „Handschar“ (kroatische Nr. 1). Nach regelmäßigen Beförderungen wurde er zum 30. Januar 1945 zum SS-Brigadeführer und Generalmajor der Waffen-SS d. R. ernannt.

## Auszeichnungen
- Eisernes Kreuz (1914) II. Klasse
- Eisernes Kreuz (1939) II. (Spange) und I. Klasse
- Ritterkreuz des Eisernen Kreuzes am 3. Mai 1945[3][4]